# 高木由梨奈
高木 由梨奈（たかぎ ゆりな、1996年11月11日 - ）は、日本のフリーアナウンサー、タレント。
愛知県出身。立教大学経営学部国際経営学科卒業。
夫は俳優の岸田タツヤ。

## 略歴
- 2018年、「ミス立教コンテスト2018」グランプリ[5]。
- 2020年、立教大学経営学部国際経営学科卒業[4]。
- 同年8月1日、今井美桜、中塚美緒、田﨑さくらと共にYouTubeチャンネル「Bloome Channel」を開設。
- 2021年10月よりPIST6（TIPSTAR DOME CHIBA）場内MC担当
- 2024年8月8日、俳優の岸田タツヤと結婚をしたことを発表[6][7]。

## 人物
- 身長159cm、体重48.75kg、血液型AB型[8]。
- 趣味は激辛料理店巡り、お笑い鑑賞。
- ビールがもっぱら好きである。
- 特技は英会話。英検準1級、TOEIC820点。高校時代はアメリカで過ごした。
- 事務所の先輩でもある川田裕美のようなアナウンサーを目指している。
- YouTubeを始めた。